# Mazda
Mazda (транскр. Мазда, јап. マツダ株式会社, енгл. Mazda Motor Corporation) је јапанска фабрика аутомобила. Централа ове фабрике се налази у граду Фучу. У 2006. години, Мазда је очекивала да произведе 1.250.000 возила која продаје у Јапану, Европи и Северној Америци. Мазда је 2012. године била седамнаести произвођач аутомобила у свету, а пети у Јапану иза Тојоте, Нисана, Хонде и Сузукија са преко 1,1 милиона произведених возила. Седиште за европски развојни центар Мазде је у Леверкузену, у Немачкој, а Европска логистика у Вилебруку, у Белгији.

## Историја

### Рана историја и настајање
Фабрика је основана 1920. године у Хирошими као Toyo Cork Kogyo. Првих 15 година производила је разне алате и камионе са три точка.
Године 1961. Мазда улази у техничко партнерство са западно-немачком фабриком НСУ (касније Ауди) и ради на развоју ротационих мотора, познатијих као Ванкелови мотори. Исте године, Мазда представља свој први пик-ап Б серије по којем касније постаје општепозната све до данас када Мазда представља последњу еволуцију овог модела - нови БТ-50.

### 1960., 1970. и 1980. године
Године 1968. Мазда је представила први модел са Ванкел мотором Р100, а 1988. године оснива Mazda Motor of America.

### Продаја од странеФорда
Усред светске финансијске кризе у јесен 2008. године, појавили су се извештаји да Форд размишља о продаји свог удела у Мазди као начину рационализације своје базе средстава. BusinessWeek је објаснио да је савез између Форда и Мазде био веома успешан, при чему је Мазда уштедела можда 90 милиона долара годишње на трошковима развоја, а Форд „неколико пута“ и да би продаја његовог удела у Мазди била очајничка мера. Форд је 18. новембра 2008. објавио да ће продати 20% удела у Мазди, смањујући свој удео на 13,4%, чиме је предао контролу над компанијом, коју је држао од 1996. године. Следећег дана, Мазда је објавила да, као део посла, откупљује 6,8% својих акција од Форда за око 185 милиона америчких долара, док ће остатак преузети пословни партнери компаније. Такође је објављено да ће Хисаказу Имаки отићи са места извршног директора, да би га заменио Такаши Јаманучи. Форд је 18. новембра 2010. додатно смањио свој удео на 3%, наводећи да би смањење власништва омогућило већу флексибилност у потрази за растом на тржиштима у развоју, а веровало се да ће Sumitomo Mitsui Financial Group постати њен највећи акционар. Форд и Мазда су остали стратешки партнери кроз заједничке подухвате и размену технолошких информација.

## Модели
Тренутни Мазда модели су:
- Мазда2
- Мазда3
- Мазда6
- Мазда MX-5
- Мазда BT-50
- Мазда CX-30
- Мазда CX-5
- Мазда CX-60
- Мазда CX-80

## Галерија
- Мазда2
- Мазда3
- Мазда6
- Мазда CX-3
- Мазда CX-5